# Henry Larsen (dansk roddare)
Henry Christian Larsen, född 21 juli 1916 i Køge, död 26 september 2002, var en dansk roddare.
Larsen blev olympisk bronsmedaljör i fyra med styrman vid sommarspelen 1948 i London.